# Donzdorf
Donzdorf là một thị trấn ở huyện Göppingen ở Baden-Württemberg ở miền nam Đức. Đô thị này có diện tích 39,82 km², dân số thời điểm 31 tháng 12 năm 2020 là 10.587 người.
Donzdorf toạ lạc 12 km về phía đông Göppingen, 13 km về phía nam Schwäbisch Gmünd. Đây là quê hương của một trong những công ty ghi âm heavy metal music, Nuclear Blast Records.